# Willem van de Velde (młodszy)

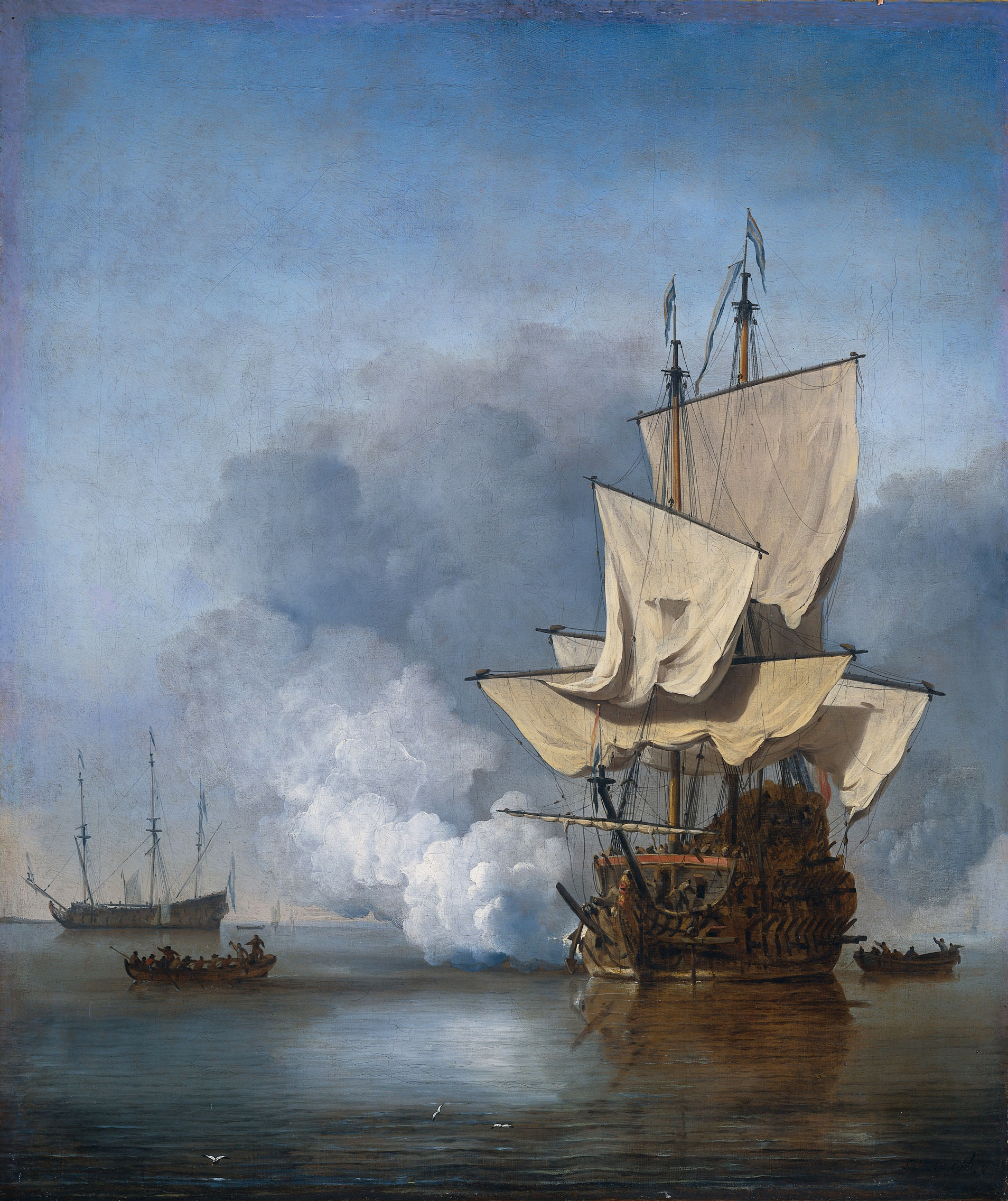
Obraz Willema van de Velde (młodszego) Wystrzał armatni (1707)

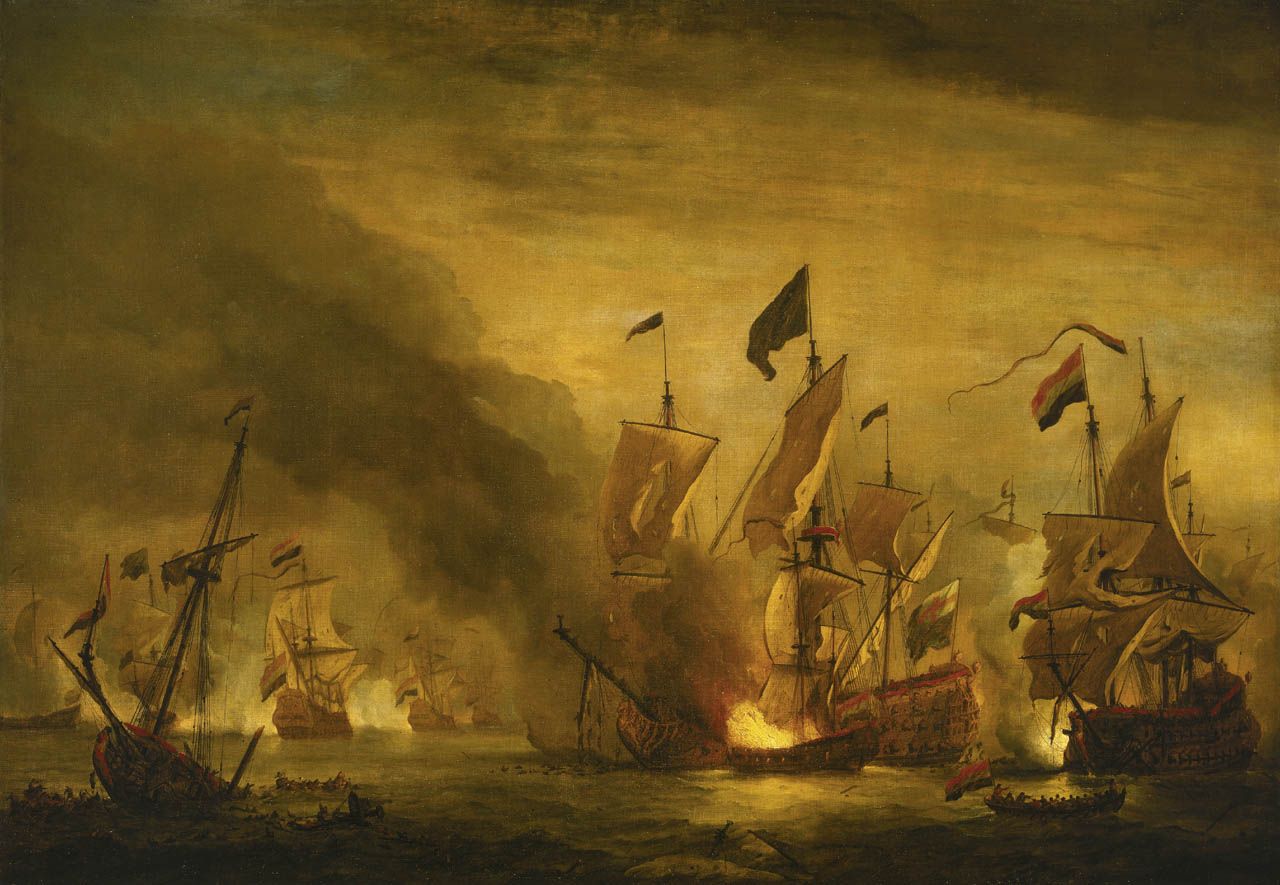
Obraz Willema van de Velde (młodszego) Bitwa pod Solebay (1672)

Willem van de Velde (młodszy) (ochrzczony 18 grudnia 1633 w Lejdzie, zm. 6 kwietnia 1707 w Greenwich, Londyn) – holenderski malarz, uważany za najsławniejszego marynistę holenderskiego.

## Życiorys
Był synem Willema, zwanego starszym i bratem Adriaena. Początkowo uczył się w pracowni swego ojca, później pobierał nauki u Simona de Vlieger. Od 1677 w służbie dworu angielskiego, pracując jako malarz nadworny. Malował bitwy, widoki morskie, mariny, porty i portrety, które znajdują się m.in. w Londynie w Galerii Narodowej i zbiorach oraz w Amsterdamie.
Główne dzieła: Wystrzał armatni, Okręt na pełnym morzu, Bitwa pod Solebay, Bitwa pod Dunes (1673) i Port w Amsterdamie (1686).